# Бісквіт (англомовні країни)

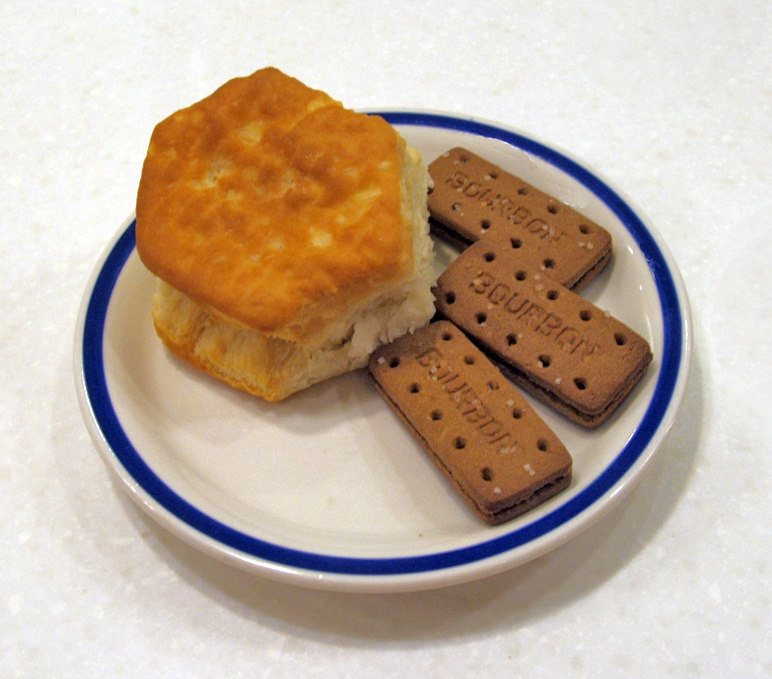
Ліворуч на фотографії представлено те, що під бісквітом розуміють американці, праворуч — жителі країн Співдружності.

Термін бісквіт в англомовних країнах означає випечений харчовий продукт, створений на основі борошна. Англомовний термін «бісквіт» (англ. Biscuit) не тотожний терміну «бісквіт» в українській мові, під яким зазвичай розуміється бісквітне тісто або бісквітний торт. Аналог бісквітного торта в англійській мові — термін «sponge cake».

Сучасна різниця в англійській мові стосовно слова «бісквіт» описана британською кулінарною письменницею Елізабет Девід в книзі «Англійський хліб та дріжджова кулінарія» (англ. English Bread and Yeast Cookery), в частині «Дріжджові булочки і маленькі чайні тістечка» (англ. Yeast Buns and Small Tea Cakes) і в розділі «М'які біксвіти» (англ. Soft Biscuits). Вона пише, 
|                   | Цікаво, що ці м'які бісквіти (такі як скони) є властивими для Шотландії та Гернсі, і що термін бісквіт, що застосовується до м'якого продукту, зберігся в цих місцях і в Америці, тоді як в Англії він повністю вимер.Оригінальний текст (англ.) It is interesting that these soft biscuits (such as scones) are common to Scotland and Guernsey, and that the term biscuit as applied to a soft product was retained in these places, and in America, whereas in England it has completely died out. |
| — Елізабет Девід, | |

Термін «biscuit», своєю чергою, вживають для позначення двох зовсім різних продуктів у Північній Америці та країнах Британської Співдружності:
- У Сполучених Штатах бісквіт — це маленький, м'який, хлібець з розпушувачем, який подібний до скону. На півдні США є регіональний термін «Beaten biscuit», що означає виріб, який за своєю суттю ближче до британської форми та галети[2]. Бісквіт зазвичай називають "біксвітом з розпушувачем»[3], або «бісквітом з сколотиною» якщо як рідину використовують сколотини, а не молоко.
- У країнах Співдружності бісквіт — це маленький та обов'язково твердий, часто солодкий, спечений продукт, який назвали б або печивом, або крекером у Сполучених Штатах, і скон або печиво у Канаді. Бісквіти на Британських островах можуть бути несолодкими (несолодкі бісквіти часто згадуються як «крекери» (англ. cracker)), або солодкими, такі як шоколадне печиво, імбирне печиво, тістечка з заварним кремом або бісквітне печиво «Nice». У країнах Співдружності та Ірландії термін «куки» (англ. cookie) зазвичай відноситься тільки до одного типу бісквіта (солодке випечене тісто, зазвичай містить шоколадну стружку або родзинки); проте в місцевому масштабі це може також ставитися до певних типів бісквіта або хліба[4].